# Šuman Topla
Šuman Topla (izvirno srbsko Шуман Топла) je naselje v Srbiji, ki upravno spada pod Občino Knjaževac; slednja pa je del Zaječarskega upravnega okraja.

## Demografija
V naselju živi 73 polnoletnih prebivalcev, pri čemer je njihova povprečna starost 62,9 let (64,9 pri moških in 61,0 pri ženskah). Naselje ima 37 gospodinjstev, pri čemer je povprečno število članov na gospodinjstvo 2,08.
To naselje je popolnoma srbsko (glede na rezultate popisa iz leta 2002).
|  |

| Demografija | Demografija     | Demografija     |
| Leto        | Št. prebivalcev | Št. prebivalcev |
| ----------- | --------------- | --------------- |
|             |                 |                 |
|             |                 |                 |
|             |                 |                 |
|             |                 |                 |
| 1948        | 313             |                 |
| 1953        | 335             |                 |
| 1961        | 333             |                 |
| 1971        | 236             |                 |
| 1981        | 193             |                 |
| 1991        | 133             | 130             |
| 2002        | 78              | 77              |
|             |                 |                 |

| Etnična sestava po popisu iz leta 2002 | Etnična sestava po popisu iz leta 2002 | Etnična sestava po popisu iz leta 2002 | Etnična sestava po popisu iz leta 2002 | Etnična sestava po popisu iz leta 2002 |
| -------------------------------------- | -------------------------------------- | -------------------------------------- | -------------------------------------- | -------------------------------------- |
| Srbi                                   | Srbi                                   |                                        | 77                                     | 100,0%                                 |
| Neznano                                | Neznano                                |                                        | 0                                      | 0,0%                                   |